# Casties-Labrande
Casties-Labrande település Franciaországban, Haute-Garonne megyében. Lakosainak száma 95 fő (2022. január 1.). Casties-Labrande Castelnau-Picampeau, Labastide-Paumès, Lussan-Adeilhac, Polastron, Pouy-de-Touges, Saint-Araille, Sénarens és Cazac községekkel határos.

## Népesség
A település népességének változása:
| Lakosok száma | 114  | 92   | 86   | 97   | 122  | 119  | 117  | 113  | 107  | 95   |
|               | 1968 | 1982 | 1990 | 2006 | 2013 | 2015 | 2017 | 2019 | 2020 | 2022 |